# Arturo Fernández
Arturo Fernández Rodríguez (Gijón, 21 de febrero de 1929 - Madrid, 4 de julio de 2019),más conocido como Arturo Fernández, fue un actor español de amplia trayectoria teatral y cinematográfica.

## Biografía
Perteneciente a una familia humilde, su padre, ferroviario, huyó de España tras la Guerra Civil debido a su condición de anarquista y afiliado a la Confederación Nacional del Trabajo.En 1950 se trasladó de Asturias a Madrid sin intención de dedicarse profesionalmente a la interpretación y, como sustento provisional, comenzó en el cine como figurante hasta interpretar papeles pequeños en películas de Rafael Gil (La Señora de Fátima, La guerra de Dios, El beso de Judas).
Su primer contacto con el escenario fue en el llamado Teatro de Cámara y Ensayo, dirigido por Modesto Higueras. Después se incorporó a la compañía teatral de Conchita Montes y más tarde a la de Rafael Rivelles.

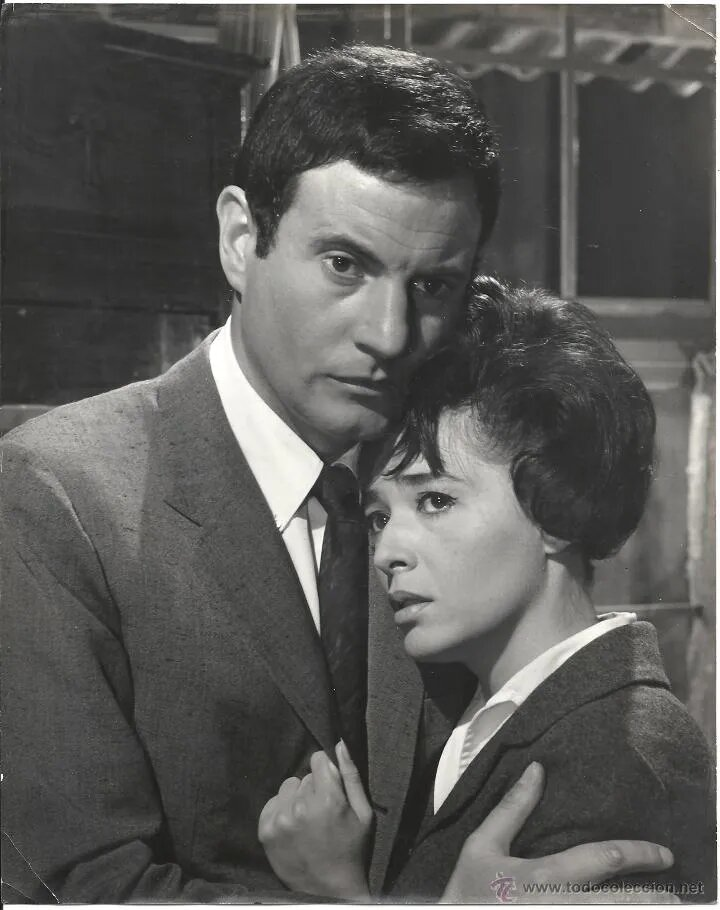
Fernández con Pina Pellicer en Rogelia (1962).

En el cine logró sus primeros papeles protagonistas a las órdenes de Julio Coll en Distrito Quinto (1957) y Un vaso de whisky (1958), participando hasta bien entrada la década de 1970 en decenas de películas como La casa de la Troya, Rogelia, Currito de la Cruz y Camino del Rocío, de Rafael Gil; Bahía de Palma, de Juan Bosch; La viudita naviera, de Luis Marquina; Jandro, de Julio Coll; Novios 68 y No desearás la mujer de tu prójimo, de Pedro Lazaga; Tocata y fuga de Lolita, de Antonio Drove, Un lujo a su alcance, de Tito Fernández, y la comedia de gran éxito comercial La tonta del bote (1970), que lanzó a la fama a Lina Morgan.
Construyó un personaje a medida de galán a veces cínico y siempre conquistador, que continuó desempeñando en su actividad teatral, protagonizando, entre otras, las obras La herencia (1957),Un hombre y una mujer (1961), Dulce pájaro de juventud (1962), La tercera palabra (1966), La playa vacía (1970), Homenaje (1980), La chica del asiento de atrás (1983), La segunda oportunidad (1985), Pato a la naranja (1986), Mejor en octubre (1994), Esmoquin (2001), Esmoquin 2 (2003), La montaña rusa (2008) y Los hombres no mienten (2012).
Aunque disminuyó su presencia en la gran pantalla, aumentó su popularidad al protagonizar la película Truhanes (Miguel Hermoso, 1983), que diez años después dio lugar a la serie de televisión homónima, trabajando en ambas con Francisco Rabal. También intervino en El día que nací yo (Pedro Olea, 1991), Tiempos mejores (Jorge Grau, 1994) y Desde que amanece apetece (Antonio del Real, 2006).
Como intérprete de personalidad definida y proverbial elegancia, mostró su mejor registro al tomar distancia de su propio personaje, representado con los años a un galán descarado de tintes cómicos y llegando casi a la autoparodia en las series de Truhanes emitida en Telecinco, que protagonizó junto a Francisco Rabal entre 1993 y 1994 y La casa de los líos emitida en Antena 3, que protagonizó junto a Lola Herrera entre 1996 y 2000.En mayo de 2007 interpretó a dos hermanos gemelos en la serie de Televisión Española Como el perro y el gato.
Recibió en 2003 y 2011 el Premio Micrófono de Oro que entrega la Federación de Asociaciones de Radio y Televisión. En 2012 recibió el Premio de Cultura de la Comunidad de Madrid en la categoría de Teatro, además del Premio Alfonso Ussíaen la categoría de Personajes del año.

## Vida personal
Hijo único de Arturo Fernández García (1898 - 15/05/1973) y Dolores Rodríguez Fanjul (? - 6/01/1978). Contrajo matrimonio en la iglesia de San Vicente de Montalt, con la catalana María Isabel Sensat Marqués el 22 de marzo de 1967, se separaron en 1978 y se divorciaron en 1987.Tuvieron tres hijos: María Isabel (1967), Arturo (1970) y María Dolores "Boby" (1975). Se unió el 1 de abril de 1980 a la abogada Carmen Quesada, con la que se casó en 2018.
Según el periodista Rafael González Zubieta, Arturo Fernández mantuvo en su juventud una relación sentimental con Lupe Sino —nombre artístico de Antonia Bronchales—, que fue novia del torero Manolete.
En el ámbito político, su padre simpatizó con los anarquistas y fue exiliado durante la dictadura de Francisco Franco. Arturo Fernández se mostró próximo al Partido Popular, habiendo apoyado públicamente al exalcalde de Oviedo, Gabino de Lorenzo. En las primeras elecciones generales de 1977 respaldó la candidatura de Adolfo Suárez, líder de UCD.En noviembre de 2012 suscitaron cierta polémica sus comentarios despectivos hacia las movilizaciones en contra de la política del gobierno de Mariano Rajoy.

## Muerte
Desde días arrastraba problemas en su ya delicada salud tras una operación de urgencia de estómago realizada en el mes de abril anterior. Había ingresado unos días antes en un hospital de Madrid donde finalmente no pudo superar su delicado estado falleciendo en la madrugada del 4 de julio de 2019 a los 90 años. Está enterrado en el Cementerio de Ceares el suco del Gijon

## Filmografía

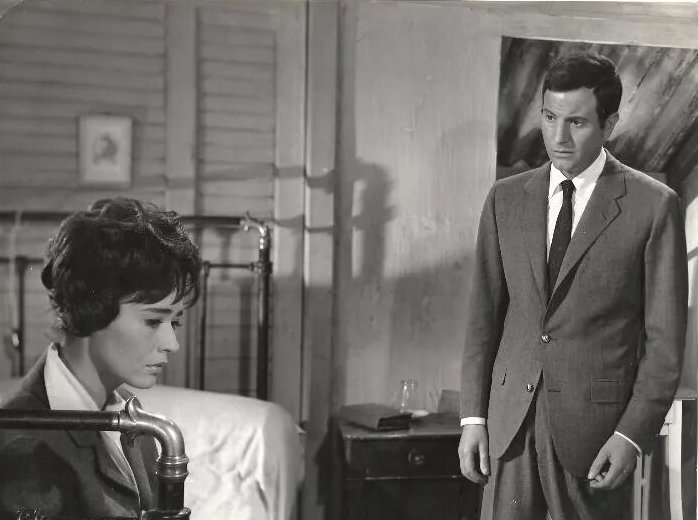
Fernández y Pina Pellicer en Rogelia (1962).

- La Señora de Fátima (1951)
- La trinca del aire (1951)
- Cerca del cielo (1951)
- Así es Madrid (1953)
- El beso de Judas (1954)
- El torero (película) (1954)
- La patrulla (película)(1954)
- Los Fernández de Peralvillo (1954)
- Nunca es demasiado tarde (1956)
- Duelo de pasiones (1956)
- Cuerda de presos (1956)
- Rapsodia de sangre (1957)
- Distrito Quinto (1957)
- Mañana cuando amanezca (1957)
- Un vaso de whisky (1958)
- Familia provisional (1958)
- La frontera del miedo (1958)
- Cita imposible (1958)
- Las chicas de la Cruz Roja (1958)
- Ejército blanco (película de 1959) Archivado el 4 de julio de 2019 en Wayback Machine. (1959)
- Vida sin risas (1959)
- La casa de la Troya (1959)
- A sangre fría (1959)
- La mentira tiene cabellos rojos (1960)
- Juicio final (1960)
- La fiel infantería (1960)
- María, matrícula de Bilbao (1960)
- Fuga desesperada (1961)
- Regresa un desconocido (1961)
- Los cuervos (1961)
- El último verano (1961)
- Rogelia (1962)
- La viudita naviera (1962)
- Bahía de Palma (1962)
- El sexto sentido (1963)
- Piedra de toque (película) (1963)
- No temas a la ley (1963)
- La gran coartada (1963)
- Escala en hi-fi (1963)
- Sol de verano (película) (1963)
- El salario del crimen (1964)
- El sonido prehistórico (1964)
- Jandro (1964)
- Currito de la Cruz (1965)
- Las viudas (1966)
- Camino del Rocío (1966)
- Novios 68 (1967)
- House of Evil (1968)
- Vedove inconsolabili in cerca di... distrazioni (1968)
- Pecados conyugales (1968)
- No desearás la mujer de tu prójimo (1968)
- ¡Cómo sois las mujeres! (1968)
- Cristina Guzmán (1968)
- Las cinco advertencias de Satanás (1969)
- El señorito y las seductoras (1969)
- Turistas y bribones (1969)
- El relicario (1970)
- La tonta del bote (1970)
- ¿Quién soy yo? (1970)
- The Incredible Invasion (1971)
- Las doce caras de Eva (1971)
- Ángeles y querubines (1972)
- Las juergas del señorito (1973)
- Casa Flora (1973)
- ¿Quién soy yo? (1973) Televisión.
- Estudio 1 (1973)
- Dulce pájaro de juventud (1974) Televisión
- Noche de teatro (1974)
- Matrimonio al desnudo (1974)
- Tocata y fuga de Lolita (1974)
- Un lujo a su alcance (1975)
- Los caciques (1975)
- El adúltero (1975)
- La muerte ronda a Mónica (1976)
- Cuando los maridos se iban a la guerra (1976)
- Mauricio, mon amour (1976)
- La amante perfecta (1976)
- La Secta del trébol (1977)
- Divinas palabras (1977)
- Ésta que lo es... (1977)
- El hombre que yo quiero (1978)
- Esperando a papá (1980)
- La dinastía de Drácula (1981)
- Truhanes (1983)
- El crack II (1983)
- Mojados de corazón (1987)
- La chica de la piscina (1987)
- Gaby: A True Story (1987)
- El día que nací yo (1991)
- Aquí, el que no corre... vuela (1992)
- Truhanes (serie de TV) (Telecinco, 1994)
- Dos hombres y una mujer (1994)
- Mejor en octubre (obra de teatro) (1994)
- Tiempos mejores (1995)
- La casa de los líos (serie TV) (Antena 3, 1996-2000)
- Esmoquin (obra de teatro) (2001)
- Esmoquin 2 (obra de teatro) (2002)
- Desde que amanece apetece (2006)
- Como el perro y el gato (serie de TV) (La 1, 2007)
- La montaña rusa (obra de teatro) (2008)
- Los hombres no mienten (obra de teatro) (2012)
- Enfrentados (obra de teatro) (2015 - 2017)
- Alta seducción (obra de teatro) (2018 - abril de 2019)

## Premios y galardones

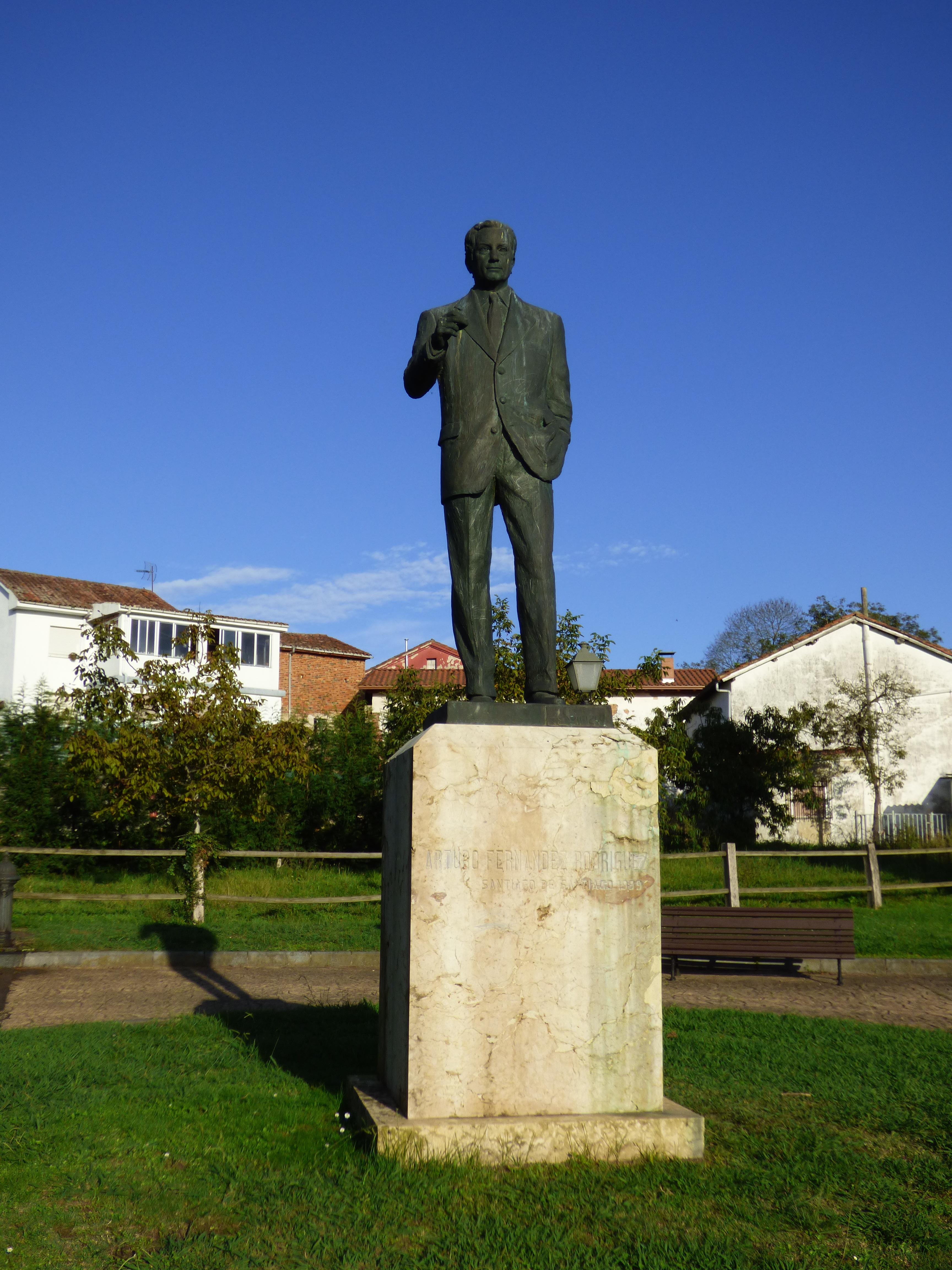
Monumento a Arturo Fernández en Priañes, municipio de Oviedo, Asturias. Obra del escultor Santiago de Santiago en 1999.

Medallas del Círculo de Escritores Cinematográficos.
| Año  | Categoría        | Película         | Resultado |
| ---- | ---------------- | ---------------- | --------- |
| 1983 | Mejor actor      | Truhanes         | Ganador   |
| 2014 | Medalla de Honor | Medalla de Honor | Ganador   |

- Premio TP de Oro 1998 y 1999 al mejor actor por su interpretación en La casa de los líos.
- Arturo Fernández "Premio Madrid 2014".
- Premio del Sindicato Nacional del Espectáculo (1961) por La viudita naviera.
- Premio San Juan Bosco (1962) por Los cuervos.
- Premio del Sindicato Nacional del Espectáculo (1968) por Cómo sois las mujeres.
- Nombrado Hijo Adoptivo de la Ciudad de Oviedo (13 de enero de 1998).[19]
- Erección de un monumento en el pueblo de Priañes, municipio de Oviedo (1999).
- Premio Nacional de Teatro Pepe Isbert' (2003).
- Micrófono de Oro (2003).
- Medalla de Oro al Mérito en las Bellas Artes (2003)[20].
- Premio Proyección de Asturias (2007).
- Premio Mesón Cuevas del Vino (2009).
- Micrófono de Oro (2011).
- Premio Alfonso Ussía (2012).
- Premio Cultura (2012).
- Premio La Casa del Actor (2013).
- Medalla de Oro al Mérito en el Trabajo (2013)[21].
- Premio Trayectoria Ejemplar (2014).
- Premio "Amuravela de Oro" de Cudillero (2016).
- Premio ASICOM (2016).
- Premio Mandarina (2016).
- Premio Butacas de Oro (2017).